# Primula rugosa
Primula rugosa är en viveväxtart som beskrevs av Nambiyath Puthansurayil Balakrishnan. Primula rugosa ingår i släktet vivor, och familjen viveväxter. Inga underarter finns listade i Catalogue of Life.